# Helicinidae
Famille
Helicinidae est une famille de mollusques gastéropodes.
Les Helicinidae appartiennent à l'ordre des Neritopsina qui représente le premier clade de gastéropodes à avoir évolué vers une vie terrestre.
Les espèces de cette famille sont présentes dans les régions tropicales et subtropicales des Amériques, des îles du Pacifique et de l'Asie insulaire et continentale, ainsi qu'en Australie.

## Liste des sous-taxons
- sous-famille Helicininae
- sous-famille Hendersoniinae
- sous-famille Vianinae
- genre Alcadia Gray, 1840
- genre Helicina Lamarck, 1799
- genre Hendersonia Dall, 1905
- genre Lucidella Swainson, 1840
- genre Oligyra Say, 1818